# Графство Вид
Графство Вид, от 1784 г. Княжество Вид (на немски: Grafschaft Wied, Fürstentum Wied) е историческа територия на Свещената римска империя във Вестервалд и днешния регион Нойвид, в Рейнланд-Пфалц. Наречено е на реката Вид и съществува от началото на 12 до средата на 19 век. Родът Дом Вид е причислен към висшата аристокрация на Германия до 1919 г.

## История
Основател на рода Дом Вид е Метфрид († 1145), от ок. 1084 г. гауграф в Енгерсгау и граф цу Вид от 1129 до 1145 г. Неговият син Арнолд II (1098 – 1156) става ерц-епископ на Кьолн от 1151 до 1156 г. и канцлер на крал Конрад III, когото придружава в похода му в Италия (1128 – 1130), участва и във Втория кръстоносен поход. Другият му син Зигфрид е граф цу Вид от 1145 до 1162 г. и придружава през 1161 г. Барбароса в похода в Италия, но умира от малария близо до Милано. Синът на Зигфрид, Дитрих (1158 – 1200), е от 1162 до 1197 г. граф цу Вид и през 1189 г. е в свитата на император Барбароса по времето на Третия кръстоносен поход. Неговите войни завоюват през 1190 г. градове в Тракия. След това става монах.
Георг фон Вид (1197 – 1219) наследява баща си Дитрих. Той участва в Петия кръстоносен поход. Дъщерята на Дитрих, Теодора фон Вид, е омъжена за граф Бруно фон Изенбург († 1210), който по-късно се нарича Господин цу Браунсберг; нейният син Бруно II през 1243 или 1244 г. наследява графството Вид и става основател на Втория графски Дом цу Вид, графовете Вид-Изенбург, които управляват графството от 13 до средата на 15 век. От 1244 г. се управлява от Изенбург-Браунсберг. От 1473 г. се управлява от Дом Рункел.
През 1640 г. графството се разделя и се създават линиите: през 1784 г. Вид-Нойвид и 1791 г. младата линия Вид-Рункел. През 1791 г. линията Рункел стават князе. През 1806 г. княжеството е към Насау, а през 1848 г. към Прусия.

## Известни от род Вид
- Елизабет (1843 – 1916) е румънска кралица, от 1869 г. съпруга на крал Карол I.
- Вилхелм фон Вид (1876 – 1945) е княз на Албания през 1914 г.